# Refinaria Del Norte
A Refinaria do Norte S. A. (REFINOR) é uma refinaria localizada na cidade de Tartagal, na Província de Salta (Argentina), com capacidade instalada para 28.000 mil barris/dia.
Essa refinaria possui 28,5 % de participação acionária da Petrobras, possuindo como sócios Pluspetrol (21,5%) e Repsol YPF (50%).
A participação da REFINOR foi adquirida quando da compra da companhia argentina Perez Companc S.A. em 16 de Outubro de 2002.